# Latah (Washington)
Latah és una població dels Estats Units a l'estat de Washington. Segons el cens del 2000 tenia 151 habitants.

## Demografia
Segons el cens del 2000, Latah tenia 151 habitants, 56 habitatges, i 43 famílies. La densitat de població era de 176,7 habitants per km².
Dels 56 habitatges en un 48,2% hi vivien nens de menys de 18 anys, en un 57,1% hi vivien parelles casades, en un 16,1% dones solteres, i en un 23,2% no eren unitats familiars. En el 19,6% dels habitatges hi vivien persones soles el 8,9% de les quals corresponia a persones de 65 anys o més que vivien soles. El nombre mitjà de persones vivint en cada habitatge era de 2,7 i el nombre mitjà de persones que vivien en cada família era de 3,09.
Per edats la població es repartia de la següent manera: un 31,1% tenia menys de 18 anys, un 6,6% entre 18 i 24, un 31,1% entre 25 i 44, un 24,5% de 45 a 60 i un 6,6% 65 anys o més.
L'edat mediana era de 35 anys. Per cada 100 dones de 18 o més anys hi havia 89,1 homes.
La renda mediana per habitatge era de 40.417 $ i la renda mediana per família de 43.750 $. Els homes tenien una renda mediana de 41.500 $ mentre que les dones 21.563 $. La renda per capita de la població era de 16.823 $. Aproximadament el 14,3% de les famílies i el 13,2% de la població estaven per davall del llindar de pobresa.

## Poblacions més properes
El següent diagrama mostra les poblacions més properes.